# Bernd Leitenberger
Bernd Leitenberger (* 3. Februar 1965 in Ruit, heute zu Ostfildern) ist ein deutscher Lebensmittelchemiker, Softwareentwickler, Sachbuchautor und Blogger.

## Ausbildung
Bernd Leitenberger schloss zuerst 1980 die Hauptschule in Ostfildern ab. Danach holte er den Realschulabschluss durch Besuch der Käthe-Kollwitz Schule in Esslingen Zell von 1980 bis 1982 nach. Das Abitur machte er beim Beruflichen Aufbaugymnasium am selben Ort 1985.
Leitenberger begann zunächst ein Studium der Chemie und wechselte nach zwei Jahren zur Lebensmittelchemie. Er setzte nach Abschluss des Studiums an der Universität Stuttgart seine Ausbildung an der Chemischen Landesuntersuchungsanstalt in Stuttgart fort und schloss sie dort mit dem zweiten Staatsexamen ab. Ab 2000 studierte Leitenberger Softwaretechnik an der Hochschule Esslingen. Dieses Studium schloss er 2004 als Diplom-Ingenieur für Softwaretechnik ab.

## Beruf
Leitenberger betreute anschließend an sein Studium als Softwareentwickler sechs Jahre als Laboringenieur das Labor Embedded Systems im Fachbereich Informatik der Hochschule Esslingen. Dann war er als freier Softwareentwickler zwischen 2009 und 2019 für verschiedene Firmen tätig. Von 2009 bis 2013 war er Dozent für Programmierung und Informatik an der Dualen Hochschule Baden-Württemberg. Im Jahre 2008 begann er Bücher nachdem er durch einen Artikel in der Zeitschrift C’t über Self-Publishing zu den Themen Raumfahrt, Astronomie und Ernährung zu schreiben.
Bernd Leitenberger hat sich über die letzten Jahrzehnte ein umfangreiches Wissen über die Raumfahrt angeeignet, wobei ihm seine Vorbildung in einem naturwissenschaftlichen und technischen Fach sehr hilfreich waren. Seine Spezialgebiete sind Raumsonden und die Technologien einer Trägerrakete. Seine Bücher über Raumfahrt behandeln ein Thema meist ausführlich und dringen in die Tiefe vor. Auf seine Webseite wird von dem Deutschen Zentrum für Luft- und Raumfahrt (DLR), zahlreichen Universitätsinstituten und der Wikipedia als Referenz verwiesen.

## Bücher
- US-Trägerraketen 2: Die Titan-Familie, BoD, 2023, ISBN 978-3-7481-1688-2
- US-Trägerraketen 1: Vanguard - Redstone - Juno - Project Pilot - Scout, BoD, 2023, ISBN 978-3-7534-7328-4
- Voyagers Grand Tour: Eine Reise zu den Gasriesen und darüber hinaus, BoD, 2022, ISBN 978-3-7568-3570-6
- Das Apolloprogramm 1: Saturn Trägerraketen, BoD, 2019, ISBN 978-3-7392-0380-5
- Fotosafari durch den Raketenwald: Edition 2019, BOD 2019, ISBN 978-3-7494-5048-0
- Das Mercury Programm: Technik und Geschichte, BOD 2018, ISBN 978-3-7481-4913-2
- Mit Raumsonden zu den Planetenräumen: Neubeginn bis Heute 1993 - 2018, BOD, 2018, ISBN 978-3-7460-6544-1
- Mit Raumsonden zu den Planetenräumen: Die goldenen und dunklen Jahre 1958 bis 1992, BOD, 2018, ISBN 978-3-7460-3680-9
- Was sie schon immer über Lebensmittel und Ernährung wissen wollten: Die etwas andere Lebensmittel-FAQ, BoD, 2018, ISBN 978-3-7386-2909-5
- Das ist kein Diätratgeber: ... aber eine Hilfe fürs Abnehmen, BOD, 2017, ISBN 978-3-7448-6427-5
- Zusatzstoffe und E-Nummern: Alle Zusatzstoffe und E-Nummern sowie die gesetzlichen Grundlagen erklärt, BOD, 2018, ISBN 978-3-7448-6435-0
- Curiosity und Phobos Grunt: Die neuesten Marssonden, BoD, 2017, ISBN 978-3-8482-0895-1
- Die Vega: Europas jüngste Trägerrakete, BoD, 2016, ISBN 978-3-7431-4252-7
- Fotosafari durch den Raketenwald, BoD, 2016, ISBN 978-3-7412-4941-9
- Skylab: Amerikas einzige Raumstation, BoD, 2016, ISBN 978-3-8423-3853-1
- Fotosafari durchs Sonnensystem: Die schönsten Bilder unserer kosmischen Heimat, BoD, 2016, ISBN 978-3-8391-2153-5
- US-Trägerraketen, BoD, 2016, ISBN 978-3-7392-3547-9
- Internationale Trägerraketen: Die Trägerraketen Russlands, Asiens und Europas, BoD, 2016, ISBN 978-3-7386-5252-9
- Europäische Trägerraketen 1: Von der Diamant zur Ariane 4 – Europas steiniger Weg in den Orbit, BoD, 2015, ISBN 978-3-7386-1202-8
- Europäische Trägerraketen 2: Ariane 5, 6 und Vega, BoD, 2015, ISBN 978-3-7386-4296-4
- Die ISS: Geschichte und Technik der Internationalen Raumstation, BoD, 2015, ISBN 978-3-7386-3389-4
- Was ist drin?: Die Tricks der Industrie bei der Lebensmittelkennzeichnung verstehen und durchschauen, BoD, 2015, ISBN 978-3-7386-4101-1
- Das ATV und die Versorgung der ISS: Die Versorgungssysteme der Raumstation, BoD, 2015, ISBN 978-3-7347-6832-3
- Die Europa Rakete: Technik und Geschichte, BoD, 2015, ISBN 978-3-7347-6101-0
- Computergeschichte(n): Die ersten Jahre des PC, BoD, 2014, ISBN 978-3-7357-8210-6
- Black Arrow – Diamant - OTRAG: Die nationalen europäischen Trägerraketen, BoD, 2014, ISBN 978-3-7357-6227-6
- Das Gemini Programm: Technik und Geschichte, BoD, 2015, ISBN 978-3-7357-6240-5
- Europäische Trägerraketen: Von der Diamant zur Ariane 6, CreateSpace Independent Publishing Platform, 2014, ISBN 978-1-5002-9661-2
- Ariane 1-4: Geschichte und Technik der europäischen Erfolgsrakete, BoD, 2014, ISBN 978-3-7357-6172-9
- Raketenlexikon: Band 2: Internationale Trägerraketen, BoD, 2009, ISBN 978-3-8391-2719-3
- Raketenlexikon: Band 1: US Trägerraketen, BoD, 2009, ISBN 978-3-8370-3679-4

## Andere Veröffentlichungen
- Aufbruch zu planetaren Welten in Telepolis special Aliens 01/2005
- Computer in der Raumfahrt in Sommer 1969 Westfalen im Mondfieber LWL 2019 ISBN 978-3-927204-91-1
- Voyager in The World of CAAR Juni 2013
- Geschichte der Programmiersprachen (Interview), Deutschlandfunk, Ausstrahlung am 17. Oktober 2018, 7. September 2019